# صفيحة الصلبة مصفوية
تخرج الألياف العصبية التي تشكل العصب البصري من العين من خلال ثقب في الصلبة العينية التي يشغلها هيكل شبيه بالشبكة يسمى الصفيحة المصفوية.
يتم تشكيله من قبل شبكة متعددة الطبقات من ألياف الكولاجين التي تدخل في جدار قناة الصلبة العينية.
تعمل الألياف العصبية التي تتكون من العصب البصري من خلال المسام التي تشكلها حزم الكولاجين هذه. في البشر، يقع الشريان الشبكي المركزي خارج المركز قليلاً في اتجاه الأنف.
يُعتقد أن الصفيحة المصفوية تساعد في الحفاظ على تدرج الضغط بين داخل العين والأنسجة المحيطة. ينتفخ قليلاً إلى الخارج كنتيجة للضغط داخل المقلة. كونها أضعف من الناحية الهيكلية من صلبة العين الأكثر كثافة، فإن الصفيحة المصفوية تكون أكثر حساسية للتغيرات في ضغط العين وكنتيجة لزيادة الضغط فإنها تتحرك من مكانها للخلف. ويعتقد أن هذا هو أحد أسباب تلف الأعصاب في الزرق، حيث يؤدي تهجير الصفيحة إلى تشوه المسام وربط الألياف العصبية والأوعية الدموية.